# Masahiro Ando
Masahiro Ando (Sakado, Prefectura de Saitama, Japó, 2 d'abril de 1972) és un exfutbolista japonès. Va disputar 1 partits amb la selecció japonesa.、2006年4月1日に現役引退が発表された<ref>大宮アルディージャ (2006-04-01). "元大宮アルディージャ　安藤正裕選手引退のお知らせ". Nota de premsa.  Consulta: 2017-10-29.
</ref